# Chromosom 6 (Mensch)

Idiogramm des menschlichen Chromosoms 6

Chromosom 6 ist eines von 23 Chromosomenpaaren des Menschen. Allgemein hat der Mensch in fast allen Zellen zwei weitgehend identische Kopien dieses Chromosoms.

## Entschlüsselung
Das Chromosom 6 besteht aus 171 Millionen Basenpaaren, den kleinsten Informationseinheiten der DNA. Dieses Chromosom enthält ungefähr 5,5 % der gesamten DNA einer menschlichen Zelle. Auf ihm befinden sich zwischen 1100 und 1600 Gene, deren Identifizierung Teil eines laufenden Prozesses zur Entschlüsselung des menschlichen Erbgutes ist.

## Bekannte Gene
- CNR1: Cannabinoid-Rezeptor 1
- Faktor XIII: Fibrinstabilisierender Faktor
- HSPA1A: Hsp70
- CDKN1A: p21
- DSP: Desmoplakin
- CYP21: Steroid-21-Hydroxylase
- PARCK: Ubiquitin-Protein-Ligase Parkin
- PKHD1: Polycystic kidney and hepatic disease 1
- PLG: Plasmin
- HFE: Hereditäre-Hämochromatose-Protein
- VEGF: Vascular Endothelial Growth Factor
- MUT: Methylmalonyl-CoA-Mutase
- MHC/HLA: Haupthistokompatibilitätskomplex / Human Leukocyte Antigen
- PARK2: Ubiquitin-Protein-Ligase Parkin

## Phänotypische Eigenschaften

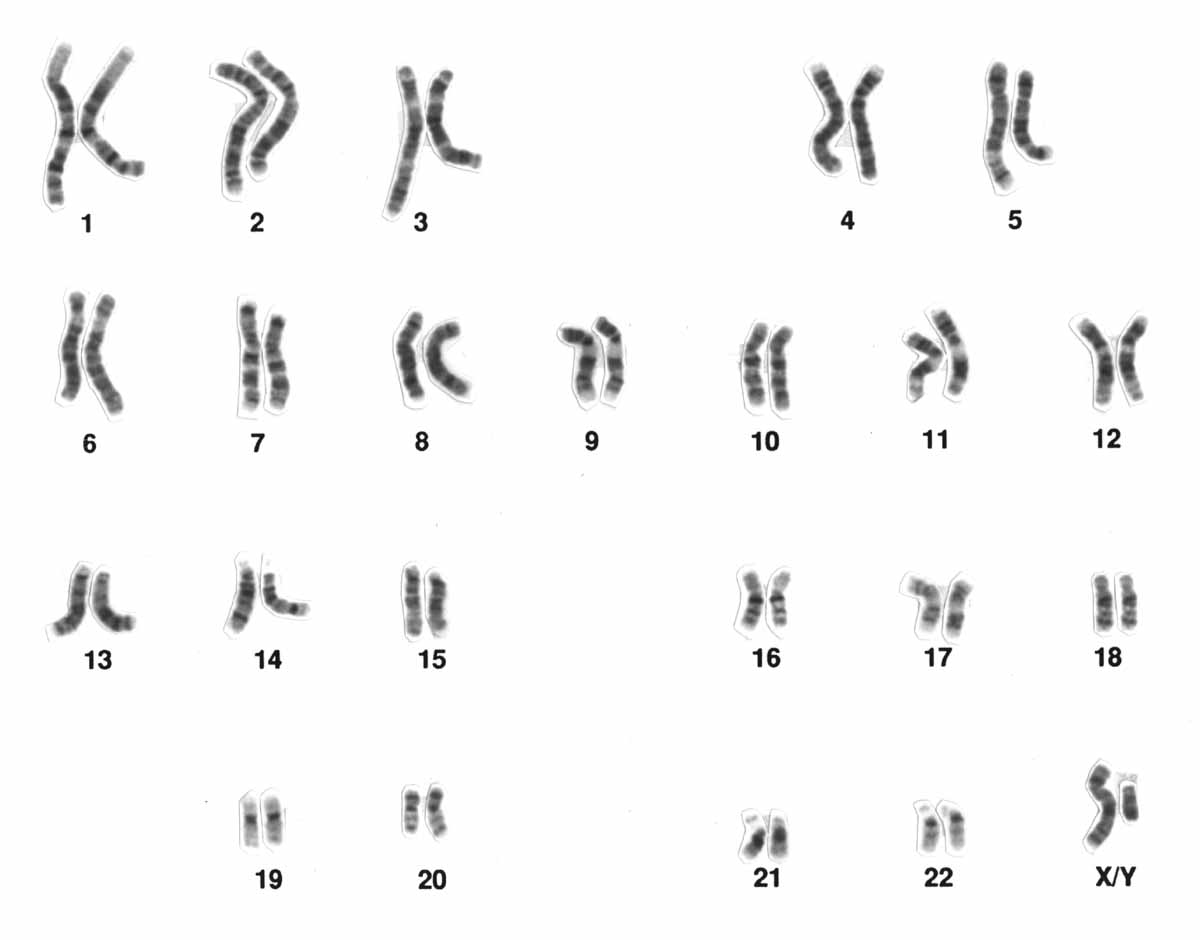
Die 46 Chromosomen des Menschen

Mit den auf dem Chromosom 6 befindlichen Genen werden folgende genetisch bedingte Symptome oder gar Krankheiten in Verbindung gebracht. Dies sind unter anderem:
- Autosomal-rezessive polyzystische Nierenerkrankung ARPKD
- Chondrodysplasia punctata
- Dyslexie
- Hämochromatose
- Legasthenie
- Multiples Myelom
- Porphyria cutanea tarda
- Psoriasis vulgaris
- Sarkoidose
- Selektiver Immunglobulin-A-Mangel